# Olivia de Havilland
Olivia de Havilland, ameriška filmska igralka, * 1. julij 1916, Tokio, Japonska, † 26. julij 2020, Pariz.
Je dvakratna dobitnica oskarja, najbolj znana po svoji vlogi v filmu V vrtincu.

## Življenjepis

### Mladostniška leta
Olivia de Havilland se je rodila v japonski prestolnici Tokio. Njena starša sta bila odvetnik Walter de Havilland in igralka Lilian Fontaine. Njena mama jo je poimenovala po junakinji iz komedije Williama Shakespearja Dvanajsta noč ali kar hočete. Njena leto dni mlajša sestra Joan Fontaine je bila prav tako zelo znana igralka. Ko je Olivia dopolnila dve leti, se je njena družina iz Japonske preselila v Kalifornijo. Tam sta s sestro Joan obiskovali tudi šolo v mestu Los Gatos. Danes se v Los Gatosu po Olivii imenuje igralska nagrada.

### Kariera
Njena filmska kariera se je pričela leta 1935. Tistega leta se je pojavila v izjemno uspešni filmski priredbi Shakespearejevega Sena kresne noči, kjer je igrala Hermijo. Še istega leta se je pojavila tudi v pustolovski uspešnici Captain Blood, kjer je prvič zaigrala skupaj z igralcem Errolom Flynnom. V naslednjih letih sta skupaj igrala še v osmih filmih, najbolj znan od njih pa je zagotovo film The Adventures of Robin Hood, ki sta ga posnela leta 1938.
Leto pozneje pa je Olivia odigrala svojo najbolj znano vlogo, vlogo Melanie Hamilton v filmu V vrtincu. Ta ji je prinesla prvo nominacijo za oskarja ter jo zaznamovala za celo življenje.
Naslednjo neuspešno nominacijo za oskarja je dobila leta 1941, pred nosom pa ji ga je odnesla ravno njena sestra Joan. Ko se je le ta povzpela na oder, da bi prevzela nagrado, ji je ob poti Olivia želela čestitati, Joan pa jo je preprosto ignorirala in odkorakala mimo nje. Nekaj let pozneje, ko pa je oskarja dobila Olivia, je ta enako spregledala Joan, ki ji je želela čestitati.
V tistih letih je Olivia začutila, da ji studio ne ponuja pravih vlog, zato je začela zavračati ponujene scenarije. Pozneje je proti studiu vložila celo tožbo, saj v tistih časih igralcem pogodbe s studii niso dopuščale veliko svobode. Enako tožbo je njena dobra prijateljica Bette Davis že pred leti izgubila, Olivia pa je tokrat na sodišču zmagala. Zakon, ki igralcem dopušča več umetniške svobode in izbire vlog po svoji želji, je še danes znan kot »zakon de Havilland«.
Kvaliteta in pestrost njenih vlog se je tako z leti začela zelo izboljševati. Prvega oskarja si je tako priigrala leta 1946 za film To Each His Own, drugega oskarja pa leta 1949 za film Dedinja. Nominacijo za oskarja in zlati globus pa je prejela tudi za film Kačje brezno leta 1948. Leta 1965 je postala prva ženska predsednica filmskega festivala v Cannesu.
Njena kariera pa je na začetku 50. let prejšnjega stoletja začela močno slabeti. Zavrnila je nekaj vlog v zelo uspešnih filmih, vključno z glavno vlogo v filmu Tramvaj Poželenje. Pozneje je ta vloga pripadla njeni soigralki iz filma V vrtincu Vivien Leigh, ki je zanjo osvojila tudi oskarja. V manj uspešnih filmih je Olivia igrala vse do leta 1988, ko je posnela svoj zadnji film in se nato upokojila.

## Zasebno življenje
Olivia de Havilland je imela v svojem burnem Hollywoodskem življenju afere z režiserjem Johnom Hustonom, svojim pogostim soigralcem Errolom Flynnom, nekaj časa pa je bila zaročena tudi z mogotcem Howardom Hughesom. Prvič se je poročila leta 1946 z pisateljem Marcusom Goodrichom. Ločila sta se sedem let pozneje, imela pa sta sina Benjamina, ki je umrl leta 1991.
Leta 1955 se je poročila z Pierreom Galanteom, s katerim je imela tudi hčerko Gisele. Čeprav sta se ločila leta 1979, sta se Olivia in Pierre zelo dobro razumela tudi po ločitvi. Ko je Pierre leta 1998 umiral zaradi raka, ga je Olivia negovala in skrbela zanj vse do njegove smrti.
Odnos med Olivio in njeno sestro Joan se je od incidenta na podelitvi oskarjev leta 1942 le še poslabšal. Popolnoma sta nehali govoriti leta 1975. Joan trdi, da je Olivia tistega leta ni povabila na pogreb njune matere, Olivia pa trdi da jo je povabila, toda Joan ni imela časa, da bi se ga udeležila.
Olivia de Havilland že približno petdeset let živi v Parizu v Franciji in se občasno pojavi na kakšni javni prireditvi. Leta 2003 se je pojavila na podelitvi oskarjev, junija 2006 pa se je ob svojem devetdesetem rojstnem dnevu udeležila slovesne projekcije svojih filmov v Los Angelesu. Leta 2004 je posnela tudi kratek dokumentarec z naslovom Melanie se spominja, v katerem je opisovala in se spominjala snemanja svojega najbolj slavnega filma V Vrtincu.

## Poimenovanja
- V Mexico Cityu se po njej imeuje ulica. Igralec Emilio Fernández je namreč živel na ulici brez imena, zato je tamkajšne oblasti zaprosil, če lahko ulico poimenujejo Dulce Olivia oz. Sladka Olivia v čast igralki.

## Filmografija
- Alibi Ike (1935)
- The Irish in Us (1935)
- A Midsummer Night's Dream (1935)
- Captain Blood (1935)
- Anthony Adverse (1936)
- The Charge of the Light Brigade (1936)
- Call It a Day (1937)
- It's Love I'm After (1937)
- The Great Garrick (1937)
- Gold Is Where You Find It (1938)
- The Adventures of Robin Hood (1938)
- Four's a Crowd (1938)
- Hard to Get (1938)
- Wings of the Navy (1939)
- Dodge City (1939)
- The Private Lives of Elizabeth and Essex (1939)
- V vrtincu (Gone with the Wind, 1939)
- Raffles (1940)
- My Love Came Back (1940)
- Santa Fe Trail (1940)
- The Strawberry Blonde (1941)
- Hold Back the Dawn (1941)
- They Died with Their Boots On (1941)
- The Male Animal (1942)
- In This Our Life (1942)
- Princess O'Rourke (1943)
- Thank Your Lucky Stars (1943)
- Government Girl (1943)
- To Each His Own (1946)
- Devotion (1946)
- The Well-Groomed Bride (1946)
- The Dark Mirror (1946)
- Kačje brezno (The Snake Pit, 1948)
- Dedinja (The Heiress, 1949)
- My Cousin Rachel (1952)
- That Lady (1955)
- Not as a Stranger (1955)
- The Ambassador's Daughter (1956)
- The Proud Rebel (1958)
- Libel (1959)
- The Light in the Piazza (1962)
- Lady in a Cage (1964)
- Hush... Hush, Sweet Charlotte (1964)
- The Adventurers (1970)
- Pope Joan (1972)
- Airport '77 (1977)
- The Swarm (1978)
- The Fifth Musketeer (1979)